# Saxifraga egregia
Saxifraga egregia är en stenbräckeväxtart som beskrevs av Adolf Engler. Saxifraga egregia ingår i Bräckesläktet som ingår i familjen stenbräckeväxter.

## Underarter
Arten delas in i följande underarter:
- S. e. eciliata
- S. e. xiaojinensis